# Thiago Gomes
Thiago Gomes (ur. 11 stycznia 1979 w Rio de Janeiro) – brazylijski wioślarz, reprezentant Brazylii w wioślarskiej dwójce podwójnej wagi lekkiej podczas Letnich Igrzysk Olimpijskich w Pekinie.

## Osiągnięcia
- Igrzyska Olimpijskie – Ateny 2004 – dwójka podwójna wagi lekkiej – 19. miejsce[1].
- Igrzyska Olimpijskie – Pekin 2008 – dwójka podwójna wagi lekkiej – 17. miejsce[1].